# João-bobo (brinquedo)

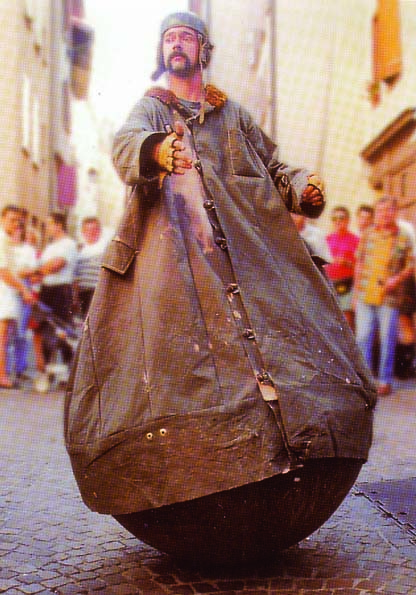
João-bobo ; Dynamogène

Um joão-bobo (português brasileiro) ou sempre-em-pé (português europeu) é um brinquedo que consiste em um objeto de base arredondada que por mais que seja inclinado tende a permanecer de pé. Podem ser confeccionados em diversos materiais como madeira e plástico. Há também versões infláveis.
A explicação física para o objeto estar sempre em pé é o baixo centro de gravidade, perto da base arredondada do objeto. Assim o formato arredondado e a distribuição da massa fazem o objeto manter-se de pé mesmo se inclinado.
Esse brinquedo se apresenta geralmente com figuras humanas, de homem ou mulher, com vestimentas coloridas pintadas no brinquedo. Apresentando-se também como alguns animais como as aves, o pinguim e a águia, e ainda o urso ou o leão e o cachorro (esses de cócoras, devido à forma do brinquedo); e mais modernamente, com figuras de Disney (a partir de 1942) e Maurício de Souza(1970), geralmente autores infantis como também personagens de Monteiro Lobato. Elaborado com diversos materiais, sejam de madeira(os mais antigos), sempre com a âncora, chumbada ou peso-de-lastro encaixado ao seu pé ou base, seja em plástico-resistente ou inflável (esses mais recentes), em que a âncora, chumbada ou peso-de-lastro é colocada de forma que fique em compartimento separado na base da criatura que o separa do ar que o infla. A orientação pedagógica para todas as crianças dessas idades, de zero a dez, tem-se em vista a introdução do conceito pedagógico do equilíbrio e o incentivo ao movimento, de que essas crianças carecem e deverão ser incentivadas, como também a se movimentar de forma geral, "engatinhando", e a andar mais cedo, pois costumam ir atrás do brinquedo, tanto "engatinhando", como andando ou nadando, para se divertir com ele.